# Tour de France 2006 – 4. etapa
- 5. červenec
- Huy - Saint-Quentin
- 207 km

## Pořadí v etapě
| *  | Jezdec            | Tým                              | Čas         |
| -- | ----------------- | -------------------------------- | ----------- |
| 1  | Robbie McEwen     | Davitamon-Lotto                  | 4:59:50.000 |
| 2  | Isaac Galvez      | Caisse D´Epargne - Illes Balears | + 0:00:00   |
| 3  | Oscar Freire      | Rabobank                         | + 0:00:00   |
| 4  | Thor Hushovd      | Credit Agricole                  | + 0:00:00   |
| 5  | Tom Boonen        | Quick Step-Innergetic            | + 0:00:00   |
| 6  | David Kopp        | Gerolsteiner                     | + 0:00:00   |
| 7  | Daniele Bennati   | Lampre-Fondital                  | + 0:00:00   |
| 8  | Francisco Ventoso | Saunier Duval Prodif             | + 0:00:00   |
| 8  | Michael Albasini  | Liquigas                         | + 0:00:00   |
| 10 | Bernhard Eisel    | Francaise Des Jeux               | + 0:00:00   |

- Nejaktivnějším jezdcem vyhlášen -  Egoi Martinez

| Žlutý tr.                | Zelený tr         | Puntik tr             | Bílý tr                    |
| ------------------------ | ----------------- | --------------------- | -------------------------- |
| Tom Boonen               | Robbie McEven 100 | Jérôme Pineau 21      | Marcus Fothen              |
| Michael Rogers á 0:01,0  | Tom Boonen 89     | David De La Fuente 17 | Benoit Vaugrenard á 0:03,0 |
| George Hincapie á 0:05,0 | Thor Hushovd 86   | Fabian Wegmann 14     | Philippe Gilbertá 0:11,0   |